# Zoldo Alto
Zoldo Alto és una antiga comune italiana de la província de  Belluno, regió del Vèneto, amb 1.034 habitants.
Zoldo Alto limitava amb els municipis d'Agordo, Alleghe, Borca di Cadore, Forno di Zoldo, La Valle Agordina, Selva di Cadore, Taibon Agordino, Vodo di Cadore i Zoppè di Cadore.
Pertanyien al municipi les frazioni de Brusadaz, Chiesa, Coi, Cordelle, Costa, Fusine (seu comunal), Gavaz, Iral, Mareson, Molin, Pecol, Pianaz, Rutorbol i Soramaè.
El municipi s'anomenava fins a l'any 1890 San Tiziano di Goima.
El 23 de febrer de 2016 es va fusionar amb el municipi de Forno di Zoldo creant així el nou municipi de Val di Zoldo.